# HD 132238
HD 132238，又名CD-37 9836，SAO 206167、HR 5579，是一颗恒星，视星等为6.47，位于銀經329.05，銀緯18.43，其B1900.0坐标为赤經14h 52m 54.9s，赤緯-37° 18.43′ 49″。